# Liga de Egipto de balonmano
La Liga de Egipto de balonmano es la máxima competición de balonmano en Egipto. Fue fundada en 1957.

## Palmarés
- 1957: Gezira S. C.
- 1958: Gezira S. C.
- 1959: Gezira S. C.
- 1960: Gezira S. C.
- 1961: Gezira S. C.
- 1962: Gezira S. C.
- 1963: Gezira S. C.
- 1964: Gezira S. C.
- 1965: Gezira S. C.
- 1966: Gezira S. C.
- 1967: Olympic Club
- 1968: Aviation SC
- 1969: Al Ahly
- 1970: Gezira S. C.
- 1971: Gezira S. C.
- 1972: Gezira S. C.
- 1973: Smouha SC
- 1974: Al Ahly
- 1975: Smouha SC
- 1976: Smouha SC
- 1977: Zamalek SC
- 1978: Al Ahly
- 1979: Zamalek SC
- 1980: Spinning Shebin
- 1981: Zamalek SC
- 1982: Al Ahly
- 1983: Zamalek SC
- 1984: Al Ahly
- 1985: Zamalek SC
- 1986: Al Ahly
- 1987: Port Said SC
- 1988: Port Said SC
- 1989: Port Said SC
- 1990: Zamalek SC
- 1991: Zamalek SC
- 1992: Al Ahly
- 1993: Al Ahly
- 1994: Al Ahly
- 1995: Zamalek SC
- 1996: Zamalek SC
- 1997: Al Ahly
- 1998: Al Ahly
- 1999: Zamalek SC
- 2000: Al Ahly
- 2001: Zamalek SC
- 2002: Al Ahly
- 2003: Al Ahly
- 2004: Al Ahly
- 2005: Zamalek SC
- 2006: Al Ahly
- 2007: Tala'ea El Gaish SC
- 2008: Al Ahly
- 2009: Zamalek SC
- 2010: Zamalek SC
- 2011: No se disputó
- 2012: No se disputó
- 2013: Al Ahly
- 2014: Al Ahly
- 2015: Al Ahly
- 2016: Zamalek SC
- 2017: Al Ahly
- 2018: Al Ahly
- 2019: Zamalek SC
- 2020: Zamalek SC
- 2021: Zamalek SC
- 2022: Zamalek SC[1]

## Palmarés por equipos
| Club                | Títulos | Años |
| ------------------- | ------- | --- |
| Al Ahly             | 22      | 1969, 1974, 1978, 1982, 1984, 1986, 1992, 1993, 1994, 1997, 1998, 2000, 2002, 2003, 2004, 2006, 2008, 2013, 2014, 2015, 2017, 2018 |
| Zamalek SC          | 19      | 1977, 1979, 1981, 1983, 1985, 1990, 1991, 1995, 1996, 1999, 2001, 2005, 2009, 2010, 2016, 2019, 2020, 2021, 2022                   |
| Gezira S. C.        | 13      | 1957, 1958, 1959, 1960, 1961, 1962, 1963, 1964, 1965, 1966, 1970, 1971, 1972                                                       |
| Smouha SC           | 3       | 1973, 1975, 1976 |
| Port Said SC        | 3       | 1987, 1988, 1989 |
| Olympic Club        | 1       | 1967 |
| Aviation SC         | 1       | 1968 |
| Spinning Shebin     | 1       | 1980 |
| Tala'ea El Gaish SC | 1       | 2007 |